# 錦町立西小学校
錦町立西小学校（にしきちょうりつ にししょうがっこう）は、熊本県球磨郡錦町にある町立の小学校。

## 概要
歴史
1876年（明治9年）創立。現校名になったのは1965年（昭和40年）。2026年（令和8年）に創立150周年を迎える。
校訓
「かしこく、ゆたかに、たくましく」
学校教育目標
「元気と挑戦で成長を」
校章
桜の花弁を背景にして、中央に「西」の文字を配している。
校歌
通学区域
錦町のうち、「無田原、京の峰、一丸、上一丸、久保宇野、今山、大正、木揚、鍋山、永野、上黒辺田野、下黒辺田野上大鶴、下大鶴、上井手ノ口、下井手ノ口、指杉、上松里、下松里、下須、中福良、駅通り、大王三条、久保、内門」。中学校区は錦町立錦中学校。

## 沿革
- 1876年（明治9年）4月15日 - 創立[1]。旧藩の米倉を字井出の口に移築し校舎とする。
- 1885年（明治18年）- 村役場跡に移転。
- 1889年（明治22年）4月1日 - 町村制施行により、球磨郡「西村」が発足。
- 1892年（明治25年）- 「西村尋常小学校」（尋常科4年）に改称。
- 1907年（明治40年）4月 - 高等科（2年制）を併置の上、「西村尋常高等小学校」（尋常科4年・高等科2年）に改称。
- 1908年（明治41年）4月 - 改正小学校令により、尋常科（義務教育年限）が4年制から6年制に改められる。従来の高等科1・2年を尋常科5・6年に改め、高等科を廃止の上、「西村尋常小学校」（尋常科6年）に改称。
- 1915年（大正4年）4月 - 高等科（2年制）を併置の上、「西村尋常高等小学校」（尋常科6年・高等科2年）に改称。
- 1941年（昭和16年）4月1日 - 国民学校令施行により、「球磨郡西村国民学校」に改称。尋常科を初等科に改める。
- 1947年（昭和22年）4月1日 - 学制改革が行われる（六・三制の実施）。
  - 国民学校初等科は、新制小学校「西村立西村小学校」に改組・改称。
  - 国民学校高等科は青年学校普通科とともに、新制中学校「西村立西村中学校」に改組・改称。
- 1955年（昭和30年）7月1日 - 3村合併により錦村が発足。「錦村立西小学校」に改称。
- 1965年（昭和40年）4月1日 - 錦村の町制施行により、「錦町立西小学校」（現校名）に改称。
- 1976年（昭和51年） - 創立100周年記念式典を挙行[1]。
- 1978年4月1日 - 体育館建築[3]。
- 1982年（昭和57年）4月1日 - 校舎建築[3]。
- 2011年（平成23年）度 - 校舎大規模改修実施[3]。
- 2019年（平成31年／令和元年）度 - 照明設備のLED化実施[3]。

## 交通アクセス
最寄りの鉄道駅
- くま川鉄道 くま川鉄道湯前線 「肥後西村駅」

最寄りのバス停留所
- 九州産交バス 人吉多良木線「錦西小学校入口」停留所・「旧西村農協前」停留所[4]

最寄りの幹線道路
- 国道219号

## 周辺
- 錦西郵便局